# Huldar Breiðfjörð
Huldar Breiðfjörð (deutsche Transkription Huldar Breidfjörd, * 21. Juni 1972) ist ein isländischer Schriftsteller, Journalist und Drehbuchautor.

## Leben
Huldar studierte Literaturwissenschaft an der Universität Island und hat einen Master in Filmproduktion von der New York University. Er hat mehrere Drehbücher zu isländischen Filmen geschrieben, darunter Niceland (Population. 1.000.002) von Friðrik Þór Friðriksson, wofür er 2004 den isländischen Filmpreis Edda in der Kategorie „Drehbuch des Jahres“ gewann. Seine Reiseromane Góðir Íslendingar und Færeyskur dansur erschienen auch in deutscher Sprache. Er lebt in Reykjavík und im westisländischen Flateyri.

## Werke

### Buchveröffentlichungen
- Góðir Íslendingar. Ferðasaga. Bjartur, Reykjavík 1998. ISBN 9979-865-38-5
  - Deutsche Ausgabe: Liebe Isländer. Roman Aufbau, Berlin 2011. ISBN 978-3-351-03341-5
- Múrinn í Kína. Bjartur, Reykjavík 2004. ISBN 9979-774-50-9
- Litlir sopar. Bjartur, Reykjavík 2012. ISBN 978-9935-423-84-9 (Kurzprosa und Gedichte)
- Færeyskur dansur. Ferðalýsing Bjartur, Reykjavík 2009. ISBN 978-9979-657-73-6
  - Deutsche Ausgabe: Schafe im Schnee. Ein Färöer-Roman. Aufbau, Berlin 2013. ISBN 978-3-351-03534-1

### Drehbücher
- 2001: Villiljós von Ragnar Bragason u. a.
- 2004: Niceland (Population. 1.000.002) von Friðrik Þór Friðriksson
- 2007: Skröltormar, Kurzfilm von Hafsteinn Gunnar Sigurðsson
- 2014: Paris des Nordens (París Norðursins) von Hafsteinn Gunnar Sigurðsson